# توم ماكجراث
توم ماكجراث (بالإنجليزية: Tom McGrath)‏ (و. 1964  م) هو ممثل، ومخرج أفلام، وكاتب سيناريو، ورسام رسوم متحركة، ومؤدي أصوات، من الولايات المتحدة، ولد في لينوود، واشنطن.

## التعليم
تعلم في معهد كاليفورنيا للفنون، وجامعة واشنطن.

## وصلات خارجية
- توم ماكجراث على موقع IMDb (الإنجليزية)
- توم ماكجراث على موقع ألو سيني (الفرنسية)
- توم ماكجراث على موقع أول موفي (الإنجليزية)
- توم ماكجراث على موقع بوكس أوفيس موجو (الإنجليزية)
- توم ماكجراث على موقع قاعدة بيانات الأفلام السويدية (السويدية)
- توم ماكجراث على موقع ديسكوغز (الإنجليزية)
- توم ماكجراث على موقع قاعدة بيانات الفيلم (الإنجليزية)
- توم ماكجراث على موقع كينوبويسك (الروسية)